# Tour de l'Horloge (Guînes)
 (juillet 2012).
Si vous disposez d'ouvrages ou d'articles de référence ou si vous connaissez des sites web de qualité traitant du thème abordé ici, merci de compléter l'article en donnant les références utiles à sa vérifiabilité et en les liant à la section « Notes et références ».
La Tour de l'Horloge est une tour horloge située sur la commune de Guînes dans le département du Pas-de-Calais. Elle a été édifiée en 1763 sur une ancienne motte castrale. Aujourd'hui elle abrite un musée.

## Description
Au cœur de la cité Guînoise, la Tour de l’Horloge a été édifié sur une motte féodale.
C'est une tour lanterne qui disposait de deux horloges. Une seule est visible de nos jours. Une plaque inaugurale relate la construction de cette tour.
La motte féodale d’origine fut édifiée en 928 par Sifrid Le Danois, fondateur de la dynastie des Comtes de Guînes afin d’assurer la défense de la ville de Guînes.
Sur cette motte furent successivement construit un donjon, puis une maison forte, où une horloge fut installée en 1630, et une cloche en 1634 pour donner les heures à l’ensemble de la ville et aux travailleurs des champs.
À partir du XVIème siècle et jusqu’à l’Edit de Marly en 1765, Guînes dépend administrativement et judiciairement de Calais. Cette situation n’est pas du goût des notables guînois qui aspirent à l’indépendance communale.
Signe visible de cette volonté d’autonomie : la construction de la Tour de l’Horloge en 1763, financée par Pierre Lenoir. Il était marguillier de Guînes. Il était aussi fourreur. Il a financé la construction de cette tour.

## Histoire

### Sifrid le danois et la motte féodale
Lors des incursions des Vikings, Sifrid le Danois, chef viking, s'installe à Guînes en 928. Il élève une motte féodale au sommet de laquelle, il fait bâtir un petit château en bois[réf. nécessaire]. Le territoire de Guînes appartient alors au Comté des Flandres. Le comte de Flandre laisse Sifrid s'installer alors que celui-ci ne lui avait pas demandé son accord[réf. nécessaire].
Sifrid rencontre Elstrude, fille du comte de Saint-Omer, en tombe amoureux et l’enlève. De cette union, naquit un enfant prénommé Ardolf qui sera le premier comte de Guînes. Sifrid, père d'Ardolf est à l'origine de la lignée des comtes de Guînes[réf. nécessaire] aussi de la  motte féodale qui soutient de nos jours la Tour de l'Horloge (1763).
En 1169, Baudouin II comte de Guînes, détruit le château en bois pour commencer la construction d’un château en pierre sur cette motte. En 1350, le dernier comte de Guînes s’appelait Raoul II de Brienne. Malheureusement, il est accusé de trahison par le roi Jean Le Bon. Raoul II de Brienne avait été fait prisonnier par les Anglais pendant 3 ans et quand il rentra en France, le roi pensa qu’il l’avait trahi  et le fit décapité. Guînes devient alors un domaine royal et nomme un gouverneur « Mathieu de Bouvelinghen » qui confie son domaine le temps de son absence à « Guillaume de Beauccourroy ». Celui-ci va vendre la ville de Guînes aux anglais.

### Guînes, ville anglaise, lieu de résidence d'Henri VIII lors du Camp du Drap d'Or
Pendant 207 ans, Guînes et le Château furent habités par les Anglais. En 1520, lors de l'entrevue du Camp du Drap d'Or, Henry VIII, Roi d’Angleterre vient en France pour rencontrer François 1er, Roi de France, qui se trouvait à cette époque à Ardres, ville Française. François 1er voulait obtenir l’alliance d’Henry VIII contre Charles Quint. Guînes servait de forteresse anglaise. La tour qui surplombait la motte féodale était en pierre et servait à guetter les éventuelles incursions françaises ou espagnoles.
En 1558, le Duc de Guise et sa troupe décident, sur l’ordre du roi, de reprendre la ville aux Anglais et de détruire le château en pierres et la tour pour effacer toutes les traces des Anglais. Les Guînois décident de construire une Maison Forte sur la motte féodale pour se protéger.

### La Tour de l'Horloge (1763)
La Maison Forte, ayant beaucoup souffert des attaques espagnoles, est détruite. En 1763, Pierre Lenoir, Marguillier de Guînes (Maire et Prêtre à la fois) fait construire la Tour de l’Horloge sur la Motte de Sifrid.

### La Tour de l'Horloge devient un musée pas comme les autres (2002)
Un musée est ouvert en 2002. Il permet de découvrir l'histoire de la ville de Guînes de 928 à 1763. Musée ludique, des costumes de vikings, des armures de chevaliers et plusieurs épées sont à la disposition du public pour apprendre l'histoire en s'amusant. Un drakkar viking sert de salle de cinéma. Pour les 10 ans du musée, une exposition intitulée « Bienvenue au Camp du Drap d'Or » est visible à l'étage du musée. La particularité de ce musée est de pouvoir se costumer, de mettre une cotte de mailles, de découvrir les habitudes culinaires du Moyen Âge jusqu'au XVIIIe siècle.
Trois périodes sont proposées aux visiteurs.
1. Le Moyen-âge (928) : des reconstitutions de costumes et d'armes sont à la disposition du public. Un drakkar est transformé en salle de projection du court-métrage : Sifrid le danois aux origines de Guînes. Réalisé par Charles-Henri Georget, des scènes du film ont été réutilisées pour l'émission Secrets d'Histoire lors de la saison 16 pour l'émission 170 diffusée le 31 octobre 2022 intitulée Ragnar, le Viking qui a terrorisé Paris.
2. La Renaissance (1520) : l'exposition permanent "l'entrevue du Camp du d'Or" inauguré en 2012 retrace sur 3 salles les origines, le déroulement et les conclusions de cette rencontre entre François 1er et Henri VIII d'Angleterre. Guînes était une terre anglaise en 1520. Des tableaux, des armes et des anecdotes sont exposées tout au long des 3 salles. Des costumes reconstitués sont à la disposition du public.
3. Les Temps Modernes (1763) : la Tour de l'Horloge qui a donné son nom au musée date de 1763. L'accès à l'intérieur du monument est impossible pour des raisons de sécurité. Le point de vue permet de comprendre l'importance des tours lanternes pour la défense des villes.

Des animations pour les écoles et les centres de loisirs sont proposées toute l'année.

## Galerie

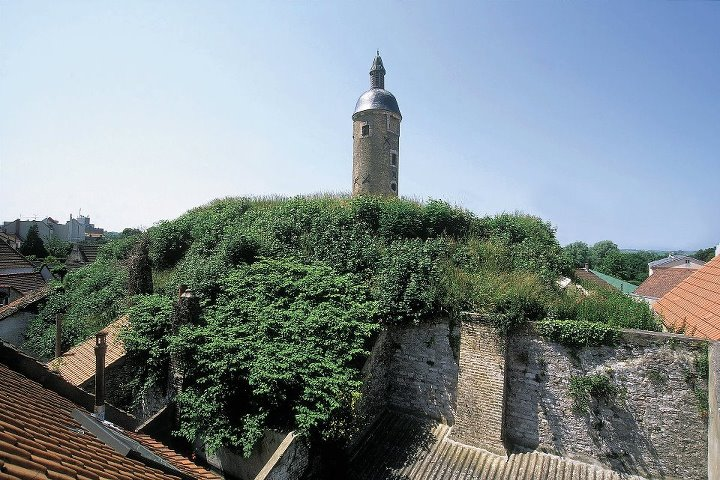
La tour et la motte
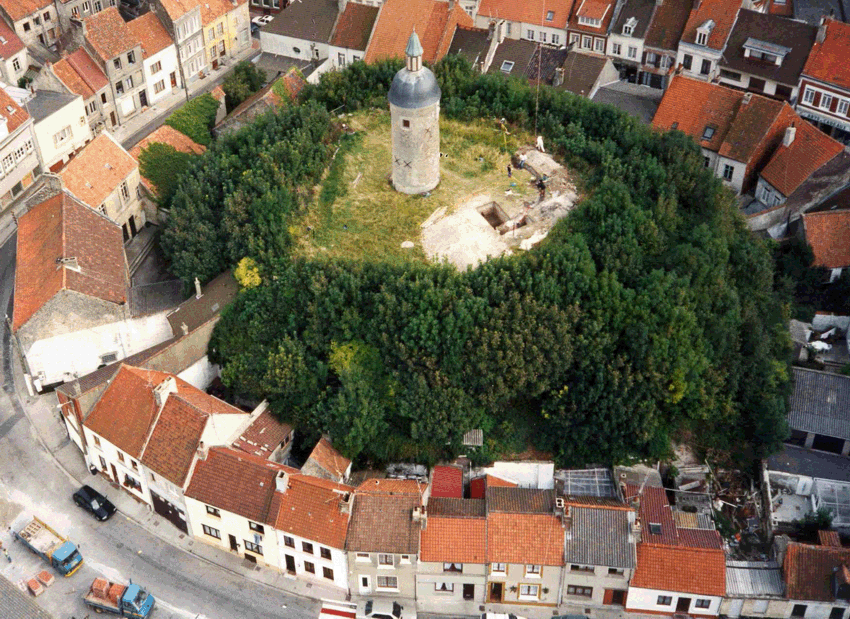
Tour vue du ciel
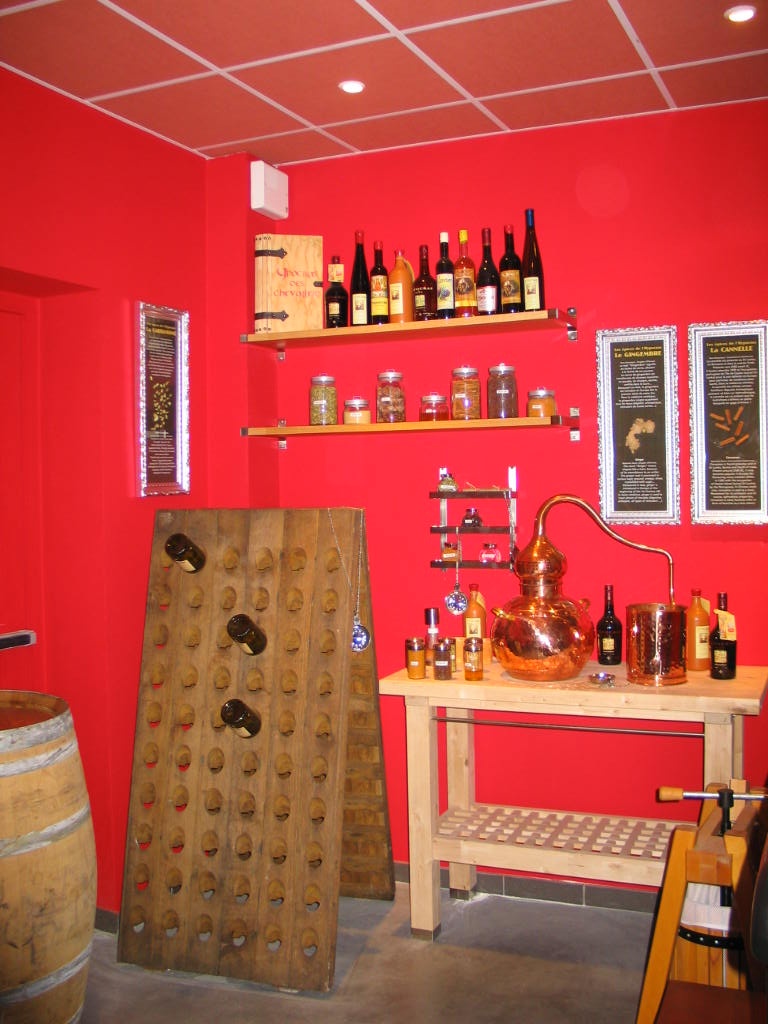
Musée - Table à Hypocras